# Хаджієнь (Яломіца)
Хаджієнь, Хаджієні (рум. Hagieni) — село у повіті Яломіца в Румунії. Входить до складу комуни Міхаїл-Когелнічану.
Село розташоване на відстані 133 км на схід від Бухареста, 32 км на схід від Слобозії, 87 км на північний захід від Констанци, 89 км на південь від Галаца.

## Населення
За даними перепису населення 2002 року у селі проживали 54 особи, з них 51 особа (94,4%) румунів. Рідною мовою 53 особи (98,1%) назвали румунську.